# Jens Temme
Jens Temme (* 9. Juni 1978) ist ein ehemaliger deutscher Basketballspieler.

## Werdegang
Temme stammt aus der Jugendabteilung des USC Freiburg, 1997 rückte der 1,93 Meter große Flügelspieler in die Herrenmannschaft der Breisgauer auf, die zuvor von der 2. Basketball-Bundesliga in die Basketball-Bundesliga aufgestiegen war. Temme erzielte nach dem Aufstieg im Spiel gegen die SG Braunschweig die ersten beiden Freiburger Bundesliga-Punkte in der USC-Heimspielstätte, der Sepp-Glaser-Halle. Am Ende der Spielzeit 1997/98 lag er mit dem UBC auf dem vorletzten Platz der Bundesliga-Tabelle, blieb mit der Mannschaft aber in der Liga. In der Saison 1998/99 wurde Temme in sechs Bundesliga-Spielen eingesetzt, er erzielte dabei insgesamt einen Punkt. Seine mittlere Einsatzzeit betrug sieben Minuten je Spiel. Er stieg im Frühjahr 1999 mit dem USC aus der Bundesliga ab. Während seiner Bundesliga-Zeit war Temme in Freiburg Mannschaftskamerad der späteren deutschen Nationalspieler Pascal Roller und Robert Maras.
Temme schloss 2004 in Freiburg sein Studium der Zahnmedizin ab und wurde später in Emmendingen als Zahnarzt tätig.